# Dominique Bilde
Pour les articles homonymes, voir Bilde.
Dominique Bilde, née Pierron le 1er août 1953 à Nancy, est une femme politique française. 
Membre du Front national (FN), devenu Rassemblement national (RN), elle est conseillère régionale de Lorraine de 2010 à 2015, conseillère régionale du Grand Est de 2016 à 2021 et députée européenne de 2014 à 2024.

## Biographie

### Situation personnelle
Diplômée de la chambre des métiers de Nancy en 1970, Dominique Bilde est notamment dirigeante d’entreprise dans le secteur de l’hôtellerie puis commerciale dans la gestion de patrimoine,. Elle a un fils, Bruno, député RN du Pas-de-Calais depuis 2017.

### Parcours politique
Membre depuis 1997 du Front national (FN) — renommé Rassemblement national (RN) en 2018 —, elle devient secrétaire départementale du parti dans la Meuse en 2009,.
En deuxième position sur la liste présentée par le FN en Meurthe-et-Moselle aux élections régionales de 2010, elle est élue conseillère régionale de Lorraine. Elle se présente à la même place aux élections régionales de 2015 en Alsace-Champagne-Ardenne-Lorraine et devient conseillère régionale du Grand Est.
Tête de liste aux élections municipales de 2014 à Sarrebourg (Moselle), elle se donne pour priorité « de réaménager le centre-ville » en cas d’élection,. Sa liste termine en troisième position au second tour, avec 12,1 % des voix. Elle siège au conseil municipal pendant quelques mois,.
Lors des élections européennes de 2014 en France, elle figure en quatrième position sur la liste du FN dans la circonscription Est. La liste arrive en tête du scrutin, ce qui lui permet de devenir députée européenne. Comme les autres parlementaires de son parti, elle siège comme non-inscrite, puis au groupe Europe des nations et des libertés (ENL) à partir de 2015.
Candidate aux élections législatives de 2017 dans la quatrième circonscription de Meurthe-et-Moselle, elle recueille 20,3 % des voix, derrière les candidats LR (24,7) et LREM (31,3 %).
Pour les élections européennes de 2019, elle figure en quatrième position sur la liste nationale du RN. Réélue, elle rejoint le groupe Identité et démocratie (ID),.
D'après Le Figaro, une dizaine de militants RN met en cause en 2023 la gestion de Dominique Bilde sur la fédération du parti en Meurthe-et-Moselle, dénonçant des faits de harcèlement, des insultes à caractère homophobe et des « coups de pression » ou chantage à la démission. Dominique Bilde réfute ces accusations et dénonce une « tentative de prise de pouvoir » de la fédération par ce groupe.

## Affaire judiciaire
En novembre 2017, dans le cadre de l'affaire des assistants parlementaires du Front national au Parlement européen, le Tribunal de l'UE la déboute de son recours contre la décision du Parlement européen de lui demander le remboursement de quelque 40 000 euros versés pour l'emploi d’un assistant parlementaire dont l'activité n’a pas été prouvée. Son immunité parlementaire est levée en mars 2019. 
En novembre 2024, le parquet requiert contre Dominique Bilde, 18 mois d’emprisonnement dont 12 avec sursis, 30 000 euros d’amende et 3 ans d’inéligibilité avec exécution provisoire. Le jugement est rendu le 31 mars 2025 : elle est condamnée à dix-huit mois de prison avec sursis et trois ans d’inéligibilité avec sursis.